# Tinodes powelli
Tinodes powelli är en nattsländeart som beskrevs av Donald G. Denning 1964. Tinodes powelli ingår i släktet Tinodes och familjen tunnelnattsländor. Inga underarter finns listade i Catalogue of Life.